# Салтиелева къща
Салтиелева къща (на гръцки: Κτήριο Σαλτιέλ) е историческа постройка в град Солун, Гърция.

## Местоположение
Сградата е разположена на улица „Соломонос“ № 2, на кръстовището с улица „Йонос Драгумис“ № 26.

## История
Построена е в 1924 година от италианския архитект Салваторе Позели. Собственици са били Симтов или Синдо, Йосиф и Аврам Салтиел заедно със Салтиел Коен. Всички те са търговци на кашмир и конфекция на улица „Йонос Драгумис“ № 26, под името „Братя Салтиел и Коен“. На приземния етаж има магазини, а горните етажи са празни. Обявена е за паметник на културата в 1983 година.

## Архитектура
Според разрешението за строеж, сградата има сутерен, партер с мецанин и два етажа. На партерния етаж има четири магазина, а на двата етажа са организирани в седем офиса. Зданието е със силни неовизантийски елементи с извити арки и капители.
Фасадата на сградата към улица „Соломонос“ е разделена на пет секции, докато фасадата към улица „Йонос Драгумис“ е организирана в три панела, като двата странични образуват первази (еркери). Входът към етажите на сградата е от най-източната част на улица „Соломонос“, а останалата част от приземния етаж е заета от магазини с арковидни капандури – отвори на ниво мецанин. Вградените балкони, със сводести отвори на втория етаж са завършени дизайнерски с единична назъбена лента-рамка, която очертава отворите на височината на капандурите. Същата назъбена лента се повтаря в горната част на сградата преди покривния корниз. Важен детайл е, че стълбищната клетка е осветена от прозорци, създадени в стената, които не са били покривани през годините.